# Вайб (DC Comics)
Вайб — альтер эго Франциско «Пако» Рамона, вымышленного персонажа и супергероя комиксов издательства DC Comics. Он впервые появился в выпуске Justice League of America Annual #2 (октябрь 1984) и был создан Джерри Конвэем и Чаком Паттоном.

## Вымышленная биография
Карьера Пако Рамона как Вайба началась вскоре после того, как Аквамен расформировал первую Лигу Справедливости. Когда Пако услышал, что новая Лига формируется в его родном городе, Детройте, он решил перестать быть лидером уличного отряда, Los Lobos, чтобы присоединиться к ней. То, что сделало Рамона кандидатом в Лигу, была сверхчеловеческая способность испускать звуковые вибрации.
Появление Вайба в команде вызвало у Аквамена и Марсианского Охотника серьёзные сомнения насчёт новообразованной Лиги Справедливости Америки, особенно после того, как он вовлёк ЛСА в конфликт с конкурирующим объединением супергероев. Однако Вайб сумел утвердиться в сражении против Кадра, Антона Аллегро и андроида Амэйзо. Он прошёл с новой Лигой через Кризис на Бесконечных Землях, когда его способности сыграли важнейшую роль в победе над суперзлодеем Десперо.
Во время нападения Дарксайда на землю, о чём рассказывалось в мини-серии Legends, Лига Справедливости Америки была расформирована. Вайб покинул бывших товарищей по Лиге, чтобы искать утешение на улицах родного города. Он был атакован одним из андроидов профессора Айво и стал первым из членов ЛСА, который погиб при исполнении долга супергероя. Марсианский Охотник вернул тело Пако в святилище Лиги, где похоронил в особой криогенной камере. Однако это тело дважды возрождалось злодеями.
Один из младших братьев Вайба, Армандо, развил идентичный набор способностей, после чего присоединился к Конгломерату, команде супергероев под предводительством Бустера-Голда, и использовал псевдоним Ревёрб, а позднее Хардлайн. С тех пор он был показан как владелец танцевального клуба «Ревёрб» в одном из районов Старого Метрополиса.
В продолжительной серии Trinity, в которой была изменена реальность, Пако Рамон показан как член ЛИГИ, подпольной версии Лиги Справедливости. Однако после возвращения Супермена, Бэтмена и Чудо-женщины он снова погиб, лишившись головы в результате энергетического взрыва.
В кроссовере «Темнейшая ночь» Вайб был воскрешён в качестве Чёрного Фонаря, поднявшись из гроба в Зале Справедливости. Вместе с Чёрным Фонарём Сталью он напал на своих бывших товарищей по команде, Джипси и Виксен, но был убит Доктором Светом.
В 2012 году на комик-коне DC Comics были представлены супергерои, которые вернутся в сюжет в рамках перезапуска, известного как The New 52. Среди этих персонажей был и Вайб. Джефф Джонс сказал, что история Вайба будет подробна рассмотрена в третьей арке комиксов о Лиге Справедливости Америки. 26 августа 2012 года DC Comics объявил о запуске новой серии комиксов, которая расскажет о Вайбе как члене Лиги Справедливости Америки. 5 ноября 2012 года было объявлено, что Вайб получит собственную ежемесячную серию комиксов. Она была создана писателем Эндрю Крейсбергом и иллюстрирована художником Питом Вудсом, стартовав в феврале 2013. В новой непрерывности Вайб получил свои способности в результате взаимодействия с горизонтом Бум-трубы (один из межпланетных порталов во вселенной DC), после чего его ДНК была переписана межпространственными возмущениями. Серия комиксов про Вайба закончилась после десяти выпусков, последний из которых вышел 18 декабря 2013 года.

## Силы и способности
Сверхспособности к манипуляциям звуковыми волнами позволяют Вайбу создавать ударные волны значительной силы. Одной волны достаточно, чтобы разрушить бетон или сталь. Также он очень гибкий, его пластичность выше, чем у среднестатистического человека (не говоря о том, что он мастер брейк-данса).
Возвращение призвано показать этого персонажа как более жёсткого. Часть этого стремления — пересмотр его способностей. Лига Справедливости Америки выяснила, что звуковые волны Вайба способны разрушать Силу Скорости, что сделало героя одной из основных угроз Флэшу. В связи с этим его приняли в состав Лиги Справедливости Америки, что было возложено на Стива Тревора, в обязанности которого входило устранение основных угроз для Лиги. В выпуске Justice League of America’s Vibe #3 Аманда Уоллер говорит: «Циско Рамон мог бы стать самым влиятельным сверхчеловеком на планете. Его способность вызывать вибрации могла бы развалить Землю на части. И он единственный, кого мы знаем, кто может отследить межпространственные возмущения». Его также не могут засечь камеры видеонаблюдения.

## Другие версии
Реверб — противоположность Вайба с другой Земли, которого в спин-оффе «The Flash» убил Зум. Ревёрб обещал обучить Вайба

## Вне комиксов

### Телевидение
- Вайб несколько раз появлялся в мультсериале «Лига справедливости: Без границ». Он часто показывался среди членов Лиги Детройта, но ни в одном эпизоде не играл существенной роли. Его самое заметное появление — спасение гражданских в Нью-Мексико, атакованном в серии Flashpoint. Также он был показан среди других членов Лиги Детройта, таких как Виксен, Сталь и Джипси, в финале эпизода Destroyer.
- Вайб появляется в мультсериале DC Nation Shorts, в котором он говорит голосом Карлоса Алазраки. В состоящей из двух частей короткометражной серии он сошёлся в поединке по брейк-дансу с Экстрэмо, танцующим брейк-данс творением робототехника Профессора Айво.

#### Вселенная Стрелы

Карлос Вальдес в роли Циско Рамона / Вайба

В телесериалах канала The CW, входящих в Телевизионную Вселенную DC канала The CW Франциско «Циско» Рамона / Вайба сыграл латиноамериканский актёр Карлос Вальдес:
- Первое появление персонажа состоялось в телесериале «Стрела», в эпизоде «Человек под капюшоном», в котором он вместе с Кейтлин Сноу как учёные Лаборатории СТАР приезжают в Старлинг-сити, чтобы забрать оборудование со склада СТАР, а после нападения на склад Детстроука помогают Стреле и его команде найти противоядие от сыворотки Миракуру. Впоследствии он неоднократно появлялся в сериях «Стрелы», как правило в ежегодных кроссоверах («Флэш против Стрелы», «Герои объединяются» и «Вторжение!»).
- Циско является одним из основных персонажей телесериала 2014 года «Флэш», спин-оффа «Стрелы», являясь соратником Флэша и изобретателем его костюма, стойкого к трению и температуре (первоначально это был прототип формы пожарного). Во вселенной «Стрелы» и «Флэша» на данный момент Циско Рамон является метачеловеком, он открыл в себе устойчивость к пространственным и временным возмущениям — иногда ему приходят видения о временных переходах или пришельцах из параллельного мира (Земля-2). Также Циско способен вызывать в себе эти видения, взаимодействуя с людьми или предметами с другой Земли. Кроме того, он научился испускать шоковые волны из рук, а также открывать межпространственные порталы в параллельные миры. Во втором сезоне «Флэша» команда придумала Циско прозвище Вайб.
  - Злой двойник Циско с Земли-2, работающий на главного антагониста второго сезона, Хантера Соломона / Зума, взял альтернативное прозвище — Ревёрб. На момент встречи с Циско Земли-1 его мета-человеческие способности были более развиты, чем у Вайба. Погиб от руки Зума, который посчитал Ревёрба некомпетентным. Его очки Вайб после перенастроил и сделал частью своего супергеройского обмундирования.
- Циско является персонажем «Легенд завтрашнего дня». В первый раз он появляется в виде галлюцинации профессора Штайна. Впоследствии он стал частью актёрского состава масштабной серии кроссоверов «Вторжение!», включавшей один эпизод «Легенд завтрашнего дня».
- Карлос Вальдес озвучил своего персонажа в нескольких эпизодах анимационного веб-сериала «Виксен». В данных эпизодах он выступает в качестве координатора миссий для остальных героев — в первом сезоне он направляет Барри Аллена и Оливера Куина в Детройт, когда компьютер фиксирует там мета-человека, а во втором сезоне вызывает Виксен, Огненного шторма и Флэша на пляж Централ-сити, где разбушевался Погодный волшебник.
- В конце эпизода «Медуза» телесериала «Супергёрл», события которого происходят в параллельном Вселенной Стрелы мире (Земля-38 / Земля-CBS), имеется сцена, в которой Барри Аллен (Грант Гастин) и Циско Рамон (Карлос Вальдес) проходят через портал и просят Супергёрл о помощи (как оказалось, о помощи в борьбе с Доминаторами, главными антагонистами трилогии «Вторжение!»).
- В финале 5 сезона Циско отказывается от сил Вайба так как он хочет жить спокойной и мирной жизнью, приняв лекарство разработанное им самим.

### Мультфильмы
- Двойник Вайба с Земли-3 показан в полнометражном мультфильме «Лига Справедливости: Кризис двух миров», где его озвучил Карлос Алазраки. Он появляется как часть команды зачистки, подчиненной Оулмэну. Вместе с ним появились и другие злые двойники супергероев из Детройта, включая Женщину Джипси и Вампу (двойников Джипси и Виксен). Также отмечалось, что он вместе с ними был в команде Дж’эда Дж’аркуса, который погиб и являлся двойником Марсианского Охотника, который на родной Земле Лиги возглавляет супергероев из Детройта.
- Вайба можно заметить несколько раз в мультсериале «DC Super Hero Girls»: в первый раз в самой первой серии он стоит позади учеников перед школой во время приветствия, а во второй раз в серии «Franken Ivi» он разговаривает с Флэшем, когда Айви гуляет по школе со своим растением.

### Видеоигры
Вайб появляется в качестве игрового персонажа в игре Lego Batman 3: Beyond Gotham, где его озвучил Ди Брэдли Бэйкер.

## Споры
Художник комиксов Джордж Перес был категорически против введения персонажа Вайба. В 1985 году он в интервью с Хайди МакДональд сказал: «Я имею определённые сомнения насчёт Вайба… Я искренне считаю, что он именно тот персонаж, который закрыл для меня ЛСА. Если честно, каждый из подобных персонажей является этническим стереотипом». Неприязнь Переса к этому персонажу была очевидна, когда вышел кроссовер JLA/Avengers, в котором были показаны многие члены обеих команд, но Вайбу досталось лишь камео его ног во время падения с небоскреба.